# Scott Bjugstad
Barry Scott Bjugstad (* 2. Juni 1961 in Saint Paul, Minnesota) ist ein ehemaliger US-amerikanischer Eishockeyspieler, der im Verlauf seiner aktiven Karriere zwischen 1979 und 1993 unter anderem 350 Spiele für die Minnesota North Stars, Pittsburgh Penguins und Los Angeles Kings in der National Hockey League (NHL) auf der Position des rechten Flügelstürmers bestritten hat. Mit der US-amerikanischen Nationalmannschaft nahm Bjugstad an den Olympischen Winterspielen 1984 in Sarajevo teil. Sein Neffe Nick Bjugstad ist ebenfalls professioneller Eishockeyspieler.

## Karriere
Bjugstad wechselte im Sommer 1979 als 18-Jähriger an die University of Minnesota, nachdem er zuvor die High School besucht hatte. Dort ging er vier Jahre lang einem Studium im Bereich Business Administration nach, das er erfolgreich abschloss, und spielte parallel für deren Eishockey-Universitätsmannschaft, die Minnesota Golden Gophers. Mit der Mannschaft war er in der Western Collegiate Hockey Association (WCHA) aktiv, die dem Spielbetrieb der National Collegiate Athletic Association (NCAA) angeschlossen war. Während seiner Zeit an der Universität wurde der Stürmer im NHL Entry Draft 1981 in der neunten Runde an 181. Stelle von den Minnesota North Stars aus der National Hockey League (NHL) ausgewählt, nachdem er bereits im Vorjahr wählbar, jedoch noch unberücksichtigt geblieben war. Am Ende seiner letzten Spielzeit wurde Bjugstad nach 91 Scorerpunkten in 44 Einsätzen ins First All-Star Team der WCHA berufen. Zudem war er einer der zehn Finalisten für die Wahl zum besten Collegespieler des Jahres, der mit dem Hobey Baker Memorial Award ausgezeichnet wurde.
Im Anschluss an seine Collegezeit wurde Bjugstad aufgrund seines Amateurstatus im Sommer 1983 vom US-amerikanischen Eishockeyverband USA Hockey rekrutiert. Er verbrachte die Saison 1983/84 in Vorbereitung auf die Olympischen Winterspiele 1984 im jugoslawischen Sarajevo beim Verband und wurde schlussendlich in den Olympiakader berufen. Im Rahmen der Winterspiele, die die US-Amerikaner auf dem siebten Rang abschlossen, kam der Mittelstürmer in sechs Einsätzen auf vier Scorerpunkte. In der Folge erhielt Bjugstad einen Vertrag bei den Minnesota North Stars, die ihn zum Ende der Spielzeit 1983/84 noch fünfmal in der NHL einsetzten und zum Flügelstürmer umfunktionierten. Weitere 20 Partien absolvierte er für deren Kooperationspartner, die Salt Lake Golden Eagles, in der Central Hockey League (CHL). Die folgenden vier Spieljahre verblieb Bjugstad bei den North Stars und bestritt dabei in der Saison 1985/86 mit 76 Punkten in 80 Saisonspielen seine beste Spielzeit in der NHL. Ab der folgenden Saison hatte der US-Amerikaner immer wieder mit Verletzungen zu kämpfen, woraufhin er nach dem ersten Drittel der Spielzeit 1988/89 im Dezember 1988 gemeinsam mit Gord Dineen zu den Pittsburgh Penguins transferiert wurde. Im Gegenzug erhielten die North Stars den Finnen Ville Sirén und Steve Gotaas.
Für die Penguins kam Bjugstad bis zu seiner Suspendierung im März 1989 zu lediglich 24 Einsätzen, in denen ihm drei Tore gelangen. Des Weiteren hatte er im Saisonverlauf viermal für die Kalamazoo Wings in der International Hockey League (IHL) auf dem Eis gestanden und zwei Partien für den Genève-Servette HC in der Schweizer Nationalliga B (NLB) absolviert. Nach seiner Suspendierung durch die Penguins, nachdem er sich geweigert hatte, in der IHL für deren Farmteam aufzulaufen, lösten diese den Vertrag mit ihm auf. Der Offensivspieler schloss sich daraufhin im August 1989 als Free Agent den Los Angeles Kings an. Dort hatte er weiter mit erheblichen Verletzungsproblemen zu kämpfen, sodass er in den folgenden drei Spielzeiten nur einmal mehr als 50 Spiele in der NHL und American Hockey League (AHL) in einer Saison absolvierte. Nachdem der 31-Jährige in der Saison 1992/93 verletzungsbedingt lediglich sieben Partien für Los Angeles’ Kooperationspartner Phoenix Roadrunners in der IHL bestritten hatte, beendete er daraufhin seine Karriere als Aktiver.

## Erfolge und Auszeichnungen
- 1983 WCHA First All-Star Team

## Karrierestatistik

### International
Vertrat die USA bei:
- Olympischen Winterspielen 1984

(Legende zur Spielerstatistik: Sp oder GP = absolvierte Spiele; T oder G = erzielte Tore; V oder A = erzielte Assists; Pkt oder Pts = erzielte Scorerpunkte; SM oder PIM = erhaltene Strafminuten; +/− = Plus/Minus-Bilanz; PP = erzielte Überzahltore; SH = erzielte Unterzahltore; GW = erzielte Siegtore; 1 Play-downs/Relegation; Kursiv: Statistik nicht vollständig)